# Oberentfelden
Oberentfelden is een gemeente en plaats in het Zwitserse kanton Aargau en maakt deel uit van het district Aarau.
Oberentfelden telt 7.706 inwoners.

## Geboren
- Arthur Schmid (1928-2023), jurist en politicus

## Overleden
- Arthur Schmid (1928-2023), jurist en politicus